# ضفدع كبير الأقدام
ضفدع كبير الأقدام (الاسم العلمي: Rana megapoda) هو نوع من البرمائيات يتبع جنس الضفدع الحقيقي من فصيلة الضفادع الحقيقية.